# Colonia Emiliano Zapata Ampliación la Mesa
Colonia Emiliano Zapata Ampliación la Mesa är en ort i kommunen San José del Rincón i delstaten Mexiko i Mexiko. Samhället hade 188 invånare vid folkräkningen 2020.